# زهران بن زاهر الصارمي
زهران بن زاهر الصارمي هو كاتب عماني الجنسية، من مواليد العام 1954م. عاش مغترباً بين دول الخليج ثم في سوريا والعراق والصين واليمن، خلال الفترة من 1964 إلى العام 1971م.

## السيرة
كان من بين المعتقلين السياسيين في الفترة من 1972م إلى العام 1985م. عمل بوزارة الصحة منذ العام 1986م، وتدرج في وظائفها الإدارية إلى مستوى وظيفة «الخبير». له العديد من المقالات السياسية والأدبية المنشور بعضها في الصحافة العمانية، وغير المنشور كالوارد بعضها في كتابه «المتواري خلف الكلمات». يعمل حالياً محاضراً غير متفرغ بجامعة نزوى في مساق (مهارات الحياة والتعلم).

## مؤلفاته
صدرت له عدد من المؤلفات من أبرزها 

### المتواري خلف الكلمات
صدر الكاتب في 2013 عن دار رياض الريس للكتب والنشر في الكتاب قراءات في أعمال ركزت على الواقع الأخلاقي والحقيقة الأخلاقية والفرق بين الأنانية وسلوك الفطرة وغلو الفكر الأناني والرجل الشرقي والمرأة. ومن الأعمال التي انتقدها الكتاب: «الأنانية أخلاق العظماء» و«ديوان نيفين» للأديب العراقي سعد صلال.

### صوت من الماضي من أدب السجون العمانية
وصدر له كتاب «صوت من الماضي من أدب السجون العمانية من كوت الجلالي إلى سجن الرميس 1973 - 1985» ويتحدث فيه عن مشاعر شاعرين عاشا ثلاث سنوات من زهرة عمريهما في «سجن الجلالي» الرهيب، وعشر سنوات في «سجن الرميس» الكئيب. وهي قصائد أبدعها الشاعران إبّان وجودهما في معتقلَي الجلالي والرميس، وهرّباها في ذاكرتيهما عند إطلاق سراحهما، ثم عمدا إلى تدوينها على الورق فور إستقرارهما في منزليهما، خشية النسيان والضياع، عملاً بمقولة: «يدوم الخطّ في القرطاس دهراً... وكاتبه رميماً في التراب».
وكانا يتحينان الفرصة لنشرها، إلى أن وجدا أنّ اللحظة قد حانت، إن لم تكن قد تأخرت قليلاً بسبب من ظروفهما الذاتية والموضوعية غير المناسبة حينها للنشر. والحق أنّ القصد الأساسي لنشر هذه الأشعار هو «التوثيق التاريخي» لتلك الحقبة النضالية، وإظهار أثر تلك الحياة التعيسة البائسة بين جدران زنازين السجون العمانية في أعماق من كانت لديه إمكانية التعبير عنها، شعراً كان أو نثراً.
والشعر كما قال عنه جبران خليل جبران «انشودة تتصاعد من جرح دام أو قم باسم»، أما حالة العوم والطفو، فلا يكون فيها شعر صادق أبداً، لأنها تخلو من الإحساس بالمعاناة والألم الجارح، وتفتقد لحظات الأنس والفرح الغامر الذي يجعل الإنسان يعيش فيها سويعاتٍ هي في جمالها الآسر أقرب ما تكون إلى الخيال منها إلى الحقيقة.
وفي سياق الكتاب، عمد الكاتب إلى كتابة «تقديم» لكل قصيدة من قصائد الشاعر أسعد، لأنّ وضعه الصحي لا يسمح له بذلك، ولأنّ قصائده الرصينة والجميلة تستحق التقديم والإهتمام، كذلك حرص الكاتب على الإشارة إشارة مقتضبة إلى الأسباب التي كانت تقف خلف كل قصيدة من القصائد، لما فيها من طرافة وظرافة، وتسجيل تاريخي أمين لظروف ميلادها في تلك السجون.

### البحث عن وطن
عن دار رياض الريّس، بيروت 2020، وهي رواية جسد فيها شخصية “شمسان” المحكوم عليه بـ 12 عاماً ونيف؛ وسجن في  «القلعة الأثرية المبنية منذ الغزو البرتغالي لعمان في القرن الخامس عشر (1587 م)، القلعة التي تحمل اسم بانيها من القواد البرتغاليين،»